# Saccharomyces bayanus
Saccharomyces bayanus è un lievito del genere Saccharomyces, e che si impiega fondamentalmente nella produzione del vino così come in quella del sidro, in concreto nei processi della fermentazione alcolica. È un lievito strettamente imparentato con il Saccharomyces cerevisiae. Tanto il Saccharomyces bayanus quanto il Saccharomyces pastorianus contengono diversi ceppi, con differenti caratteristiche metaboliche, che possono ben avere un'origine ibrida. Nella loro attuale classificazione, tanto il S. bayanus che il S. pastorianus possono essersi evoluti come specie più complesse. Per un periodo si pensò che il Saccharomyces pastorianus e il S. bayanus fossero lo stesso lievito.

## Caratteristiche
Si caratterizza per avere al microscopio una forma più allargata di altri lieviti, è molto simile a prima vista al Saccharomyces oviformis. Di 3-6 × 4-14 micron di dimensioni. Sviluppa una fermentazione più lenta e richiede una maggiore quantità di nutrienti per realizzare la fermentazione. Una delle caratteristiche è la capacità di sopravvivere a una forte concentrazione di alcol, il che produce vini di maggiore gradazione. È normalmente impiegato per produrre spumante tramite rifermentazione. A volte si impiega in uve con molta concentrazione di zuccheri o in casi nei quali si realizza un arresto della fermentazione.